# Le Chat de Fat Freddy

Le Chat de Fat Freddy (anglais : Fat Freddy's Cat) est un chat de fiction créé par l'Américain Gilbert Shelton dans Les Fabuleux Freak Brothers, l'une des séries-phares du comics underground. 
Apparu en 1969, il a rapidement fait l'objet de strips humoristiques indépendants publiés au-dessus de la série régulière Les Fabuleux Freak Brothers, sur le modèle des toppers du comic strip classique, jusqu'à être le héros de comic books dédiés à la fin de la décennie. Dave Sheridan a parfois assisté Shelton sur cette série.
Le Chat de Fat Freddy est comme son maître : paresseux, tout en étant plus vulgaire et indolent. Ses aventures ont fait l'objet de plusieurs recueils, publiés en français sous le titre Les Aventures du Chat de Fat Freddy ou Le Chat de Fat Freddy.

## Publications en français
- Les Aventures du chat de Fat Freddy, Artefact, coll. « La Graphe », 3 vol., 1978-1981[2].
- Le Chat de Fat Freddy : La Guerre des cafards, Futuropolis, 1988  (ISBN 2-911215-12-5).
- Les Aventures du Chat de Fat Freddy : Qui porte la culotte ici ?, ZeBu, 1993  (ISBN 2-908806-07-X).
- Les Aventures du Chat de Fat Freddy, Tête Rock Underground, coll. « Sales Bêtes », 4 vol., 1999-2003.